# توفکیرشن آندر تراتناخ
توفکیرشن آندر تراتناخ (به آلمانی: Taufkirchen an der Trattnach) یک منطقهٔ مسکونی در اتریش است که در ناحیه گرایسکیرچن واقع شده‌است. توفکیرشن آندر تراتناخ ۲۴٫۶ کیلومتر مربع مساحت دارد ۳۷۷ متر بالاتر از سطح دریا واقع شده‌است.